# Philip P. Bliss

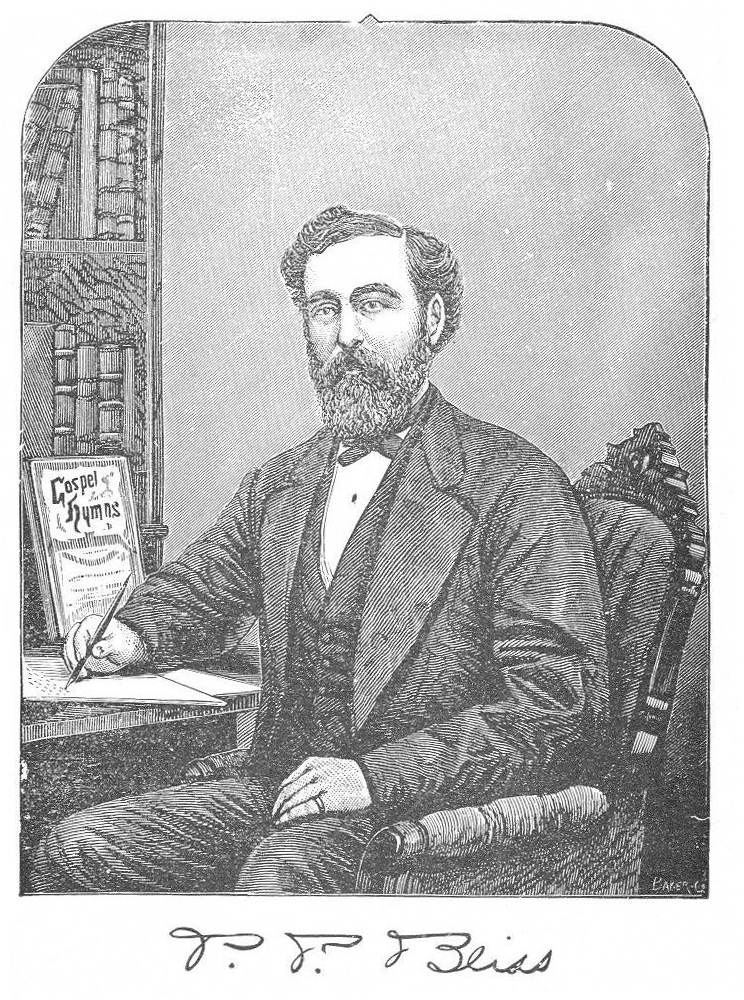
Philip Paul Bliss

Philip Paul Bliss (* 9. Juli 1838 im Dorf Rome, Clearfield County, Pennsylvania; † 29. Dezember 1876 in Ashtabula, Ohio) ist einer der bekanntesten US-amerikanischen Komponisten von Erweckungsliedern in den USA im 19. Jahrhundert. Er verfasste auch eigene Liedertexte.

## Leben
Philip Paul Bliss wurde im Dorf Rome im Clearfield County in ein armes, christliches Elternhaus hineingeboren. Sein Vater war Isaac Bliss, seine Mutter hieß Lydia Doolittle, und er hatte eine Schwester namens Mary E. B. Willson. Als er sechs Jahre alt war, zogen sie nach Kinsman in Ohio, drei Jahre später kehrten sie nach Pennsylvania zurück und ließen sich zuerst in Espyville und ein Jahr später in Tioga City nieder. Von seinem Vater lernte er das tägliche Gebet und die Liebe zur Musik. Als Familie besuchten sie eine Methodistenkirche.
Ab 1849 mit elf Jahren begann er für sich selbst zu sorgen. Weil er einen kräftigen Körperbau hatte, arbeitete er fünf Jahre als Holzfäller und verdiente auf Sägemühlen seinen Unterhalt. 1850 mit zwölf Jahren bekannte er sich in der Baptistenkirche von Cherry Flats, Pennsylvania, zum christlichen Glauben. Seine Musikalität, seine schöne Stimme und seine Freude an der Musik zeigten sich bald. 1856 wurde er Musiklehrer in Hartsville, New York, und ein Jahr später, als er 19 Jahre alt war, erhielt er musikalischen Unterricht u. a. an der Musikschule J. G. Towners in Towanda, Pennsylvania; 1860 besuchte er einen sechswöchigen Kurs an der Normal Academy of Music of New York in Geneso, die 1853 von George Frederick Root, William Batchelder Bradbury und Lowell Mason gegründet wurde und erstmals in den USA Musiklehrer ausgebildet hatte.
Bliss begann, an methodistischen Camp Meetings und anderen Revival-Veranstaltungen teilzunehmen und arbeitete als zu Pferd reisender Musiklehrer. 1864 gab Bliss Musikunterricht in Chicago und machte so Bekanntschaft mit den führenden Evangelisten sowie Dichtern und Komponisten von Kirchenliedern der US-amerikanischen Erweckungsbewegung seiner Zeit wie etwa George Frederick Root und William Batchelder Bradbury. 1870 wurde Bliss Chorleiter und Sonntagsschulsuperintendent an der First Congregational Church, der Hauptkirche der Kongregationalisten in Chicago. Er war an der Organisation zahlreicher musikalischer Zusammenkünfte im Nordwesten der USA beteiligt.
Auf Veranlassung des Evangelisten Dwight Lyman Moody trat Bliss in die Evangelisationsarbeit ein. Das Angebot der musikalischen Zusammenarbeit mit Moody lehnte Bliss allerdings 1869 ab, und Moody wählte daraufhin Ira David Sankey als seinen musikalischen Partner. Bliss verband sich stattdessen 1874 mit dem Prediger Major Daniel Webster Whittle. Als dessen music director leitete er die musikalischen Darbietungen bei den Evangelisationsveranstaltungen und sang Sologesänge. Mit seiner Bass−Baritonstimme trat er an 25 Evangelisationskampagnen in Illinois, Wisconsin, Pennsylvania, Kentucky, Minnesota, Mississippi, Alabama und Georgia auf.
Am 29. Dezember 1876 kamen Bliss und seine Frau beim Eisenbahnunfall von Ashtabula ums Leben, als ein Personenzug durch einen Brückeneinsturz in eine 21 Meter tiefe Schlucht fiel. Dabei starben 92 Menschen. Er wurde auf dem Chestnut Grove Cemetery in Ashtabula, Ohio, beigesetzt.

## Familie
Bliss heiratete am 1. Juni 1859 Lucy Jane Young, die aus einer musikalischen Familie stammte, und sie hatten zusammen die Söhne Philip Paul Bliss, Jr. (1872–1933) und George Goodwin Bliss (1874–1933).

## Museum
Im Wohnhaus von Bliss in Rome, Pennsylvania, wo er vor seinem Umzug nach Chicago lebte, wurde ein Museum eingrichtet. Es enthält Dokumente seiner komponierten und publizierten Musik, Informationen zur Familie und der Liederdichter James McGranahan und D. B. Towner, die auch in diesem Dorf gelebt hatten.

## Werk
Bliss stellte sieben Bände von Evangeliums- und Erwecklungsliedern zusammen, die zunächst in den USA eine hohe Popularität erreichten und bis heute in Gesangbüchern auch in Deutschland präsent sind. Neben der Komposition der geistlichen Lieder dichtete Bliss auch eigene geistliche Texte als Kompositionsvorlagen.
Besonders bekannt wurde die erste seiner Liedersammlungen, die 1874 von Bliss herausgegebenen Gospel Songs, die für die neue Gattung des geistlichen Gesangs namensgebend wurden – so auch im Deutschen die Bezeichnung Evangeliumslied. Die Sammlung enthielt bei Revivals bewährte Lieder, darunter über eigene fünfzig Kompositionen. Zusammen mit Ira David Sankey gab Bliss 1875 die Gospel Hymns and Sacred Songs heraus.
Unter anderem die folgenden Dichtungen und Vertonung stammen von Bliss:
- Whosoever Heareth, 1870.
  - deutsch von Theodor Kübler: Wer da will, der komme.
- Sing Them over again to me, 1874.
  - deutsch von Ernst Heinrich Gebhardt: Schalle wieder im höhern Chor.
- Will You Meet Me at the Fountain, 1874,
  - deutsch von Ernst Heinrich Gebhardt: Treff ich dich wohl bei der Quelle
- At the feet of Jesus, 1876.
  - deutsch von Theodor Kübler: Zu des Heilands Füßen.
- Almost persuaded, 1871.
  - deutsch von Ernst Heinrich Gebhardt: Beinah bekehret
- Dare to Be a Daniel, 1873.
  - deutsch von Theodor Kübler: Fest und treu wie Daniel.
- Hallelujah 'Tis Done! 1876.
- Hold the Fort, 1870.
- Jesus Loves Even Me, 1870.
- Let the Lower Lights Be Burning, 1875.
- Once for All.
- The Light of the World Is Jesus, 1875.
- Whosoever Will.
- Wonderful Words of Life, 1874.

Nur den Text geschrieben hat er zum Lied:
- I will sing of my Redeemer, 1876, vertont von James McGranahan.[7]

Die folgenden Texte anderer Dichter hat Bliss vertont:
- Precious Promise, Text von Nathanie Niles, deutsch als Reiches Versprechen.
- It Is Well with My Soul (When Peace like a River Attendeth My Way), 1876; Text von Horatio Gates Spafford, deutsch von Theodor Kübler als Wenn Friede mit Gott meine Seele durchdringt.
- Hallelujah! What a savior! 1875.
- I Gave My Life for Thee, Text von Frances Havergal.[9]
- How is that for a starter!
- Oft streust du Samen auf harten Weg.

Von der rhythmischen Struktur her lassen sie sich Bliss’ Erweckungslieder in zwei Kategorien einteilen: einerseits eher ruhige Lieder mit Dreierunterteilung (im 6/8- oder 9/8-Takt oder mit Triolen), andererseits Lieder, die durch punktierte Noten geprägt sind. Sie stehen in Dur, gelegentlich erweitert um Chromatik. Die Melodik basiert auf einer schlichten Harmonik aus den Grundfunktionen. Tonwiederholungen, Wechselnoten und Sprünge im Dreiklangsbereich wechseln sich mit Tonleiterausschnitten ab. Weite Sprünge, etwa Sext oder Oktave aufwärts, und eingesprungene Vorhalte (z. B. Sext-Vorhalte) treten häufig auf. Die einzelnen Liedzeilen sind meist aus wenigen melodischen Motiven in Wiederholung, Sequenzierung oder Umkehrung zu recht langen Strophen zusammengesetzt (8 Zeilen); vereinzelt treten Moll-Abschnitte auf. Typischerweise gibt es einen Refrain aus kurzen Zeilen mit aus der Strophe vertrauter Motivik.
In Bliss’ Texten steht der Missionsgedanke im Vordergrund. Sie rufen zur Umkehr auf oder besingen die Nähe zum Savio(u)r (Heiland) Jesus Christus.

### Rezeption im nichtchristlichen Bereich
Eine außergewöhnliche Geschichte verbindet sich mit dem 1870 entstandenen Erweckungslied „Hold the Fort“, dessen Text und Melodie Bliss unter dem Eindruck der Schlacht am Allatoona-Pass (5. Oktober 1864) im Amerikanischen Bürgerkrieg schrieb. Hierbei übertrug er das Schlachtgeschehen (mit Bezug auf Offb. 2,25 und 3,11) sinnbildlich auf den Glaubenskampf eines Christen, wobei sich der militärische Hintergrund deutlich in Wortwahl und Melodie widerspiegelte. 1890 übertrug der christliche Liederdichter Ernst Heinrich Gebhardt den Text ins Deutsche unter dem Titel „Brüder, seht die Bundesfahne“, wobei er den Wahlspruch des deutschen Militärs, „Gott mit uns“,.einband.
In ganz anderem Zusammenhang weltbekannt wurde die Melodie indes durch hierauf gedichtete, nichtreligiöse Texte, die freilich allerlei Versatzstücke aus Bliss’ Originaltext übernahmen. Mit dem Titel „Storm the Fort, ye Knights of Labor“ und später „Hold the fort, for we are coming, Union men, be strong“ erklang die Melodie als Hymne der amerikanischen – und später auch der britischen – Arbeiterbewegung, und es erfolgten wiederum Übertragungen in zahlreiche Sprachen, die der Melodie einen festen Platz im Fundes der sozialistischen bzw. kommunistischen Kampflieder sicherten. Eine entsprechende deutsche Textfassung, die unverkennbar von der christlichen Gebhardt-Version inspiriert war, entstand 1921 von Edwin Hörnle („Brüder, seht die rote Fahne“) mit der berühmten Schlusszeile: „Freiheit oder Tod“. Dieses Lied wurde später in der DDR sehr populär. Unter anderem gehörte es zum Repertoire von Hannes Wader.
Im weiteren Verlauf entstanden als Abwandlungen weitere Texte, etwa als Hymnen von Fußballvereinen.

## Liedersammlungen
- The Charm, Root & Cady, Chicago 1871.
- The Song Tree, 1872.
- Sunshine for Sunday Schools, John Church, Cincinnati und George F. Root & Sons, Chicago 1873.
- The Joy, 1873.
- Gospel Songs, John Church, Cincinnati 1874.
- mit Ira David Sankey: Gospel Hymns and Sacred Songs, Biglow & Main, New York 1875.